# Fahrplanfeld 291
Zu den Strecken des Fahrplanfelds 291 (Kerzers–Lyss–Büren an der Aare) siehe:
- Bahnstrecke Kerzers–Lyss
- Bahnstrecke Lyss–Solothurn

| Dieser Artikel dient in Liste der Fahrplanfelder zur Weiterleitung auf die entsprechende Bahnstrecke. |